# Richard Libertini
Richard Joseph Libertini (Cambridge, 21 maggio 1933 – Los Angeles, 7 gennaio 2016) è stato un attore statunitense.

## Biografia
Nato nel Massachusetts da genitori italiani, è stato sposato dal 1963 al 1978 con l'attrice Melinda Dillon dalla quale ha avuto un figlio, Richard.
È morto a 82 anni nel 2016 di cancro.

## Filmografia parziale

### Attore

#### Cinema
- Quella notte inventarono lo spogliarello (The Night They Raided Minsky's), regia di William Friedkin (1968)
- Come ti dirotto il jet (Don't Drink the Water), regia di Howard Morris (1969)
- Un provinciale a New York (The Out of Towners), regia di Arthur Hiller (1970)
- Comma 22 (Catch-22), regia di Mike Nichols (1970)
- La mortadella, regia di Mario Monicelli (1971)
- Quella pazza famiglia Fikus (Fire Sale), regia di Alan Arkin (1977)
- I giorni del cielo (Days of Heaven), regia di Terrence Malick (1978)
- Una strana coppia di suoceri (The In-Laws), regia di Arthur Hiller (1979)
- Popeye - Braccio di ferro (Popeye), regia di Robert Altman (1980)
- Pelle di sbirro (Sharky's Machine), regia di Burt Reynolds (1981)
- Soup for One, regia di Jonathan Kaufer (1982)
- Amici come prima (Best Friends), regia di Norman Jewison (1982)
- L'affare del secolo (Deal of the Century), regia di William Friedkin (1983)
- Un'adorabile infedele (Unfaithfully Yours), regia di Howard Zieff (1984)
- Ho sposato un fantasma (All of Me), regia di Carl Reiner (1984)
- Fletch - Un colpo da prima pagina (Fletch), regia di Michael Ritchie (1985)
- Il grande imbroglio (Big Trouble), regia di John Cassavetes (1986)
- Betrayed - Tradita (Betrayed), regia di Costa-Gavras (1988)
- Fletch - Cronista d'assalto (Fletch Lives), regia di Michael Ritchie (1989)
- Risvegli (Awakenings), regia di Penny Marshall (1990)
- Il falo delle vanità (The Bonfire of the Vanities), regia di Brian De Palma (1990)
- Nell, regia di Michael Apted (1994)
- Arma letale 4 (Letal Wheapon 4), regia di Richard Donner (1998)
- L'incredibile storia di Winter il delfino (Dolphin Tale), regia di Charles Martin Smith  (2011)

#### Televisione
- Ai confini della realtà (The Twilight Zone) – serie TV, episodio 2x02 (1986)
- La signora in giallo (Murder, She Wrote) – serie TV, episodi 9x18-11x16-12x15 (1993-1996)
- Star Trek: Deep Space Nine – serie TV, episodio 4x17 (1996)
- La guerra dei bugiardi (A Bright Shining Lie), regia di Terry George - film TV (1998)
- Detective Monk (Monk) - serie TV, episodio 4x05 (2005)
- Aquarius - serie TV, episodio 1x10-1x11 (2015)

### Doppiatore
- Zio Paperone alla ricerca della lampada perduta (DuckTales the Movie: Treasure of the Lost Lamp), regia di Bob Hathcock (1990)
- Pinky and the Brain - serie TV, 1 episodio (1995)

## Doppiatori italiani
Nelle versioni in italiano delle opere in cui ha recitato, Richard Libertini è stato doppiato da:
- Carlo Valli in Pelle di sbirro, Betrayed - Tradita, Fletch - Cronista d'assalto
- Giorgio Lopez in Fletch - Un colpo da prima pagina, La signora in giallo (ep. 9x18)
- Stefano De Sando in Nell, Un nonno per Natale
- Ambrogio Colombo in La guerra dei bugiardi, Aquarius
- Maurizio Scattorin ne I Jefferson
- Gianni Marzocchi in Una strana coppia di suoceri
- Luigi Pistilli in Popeye - Braccio di Ferro
- Saverio Moriones in Amici come prima
- Manlio De Angelis in Ho sposato un fantasma
- Cesare Barbetti ne Il falò delle vanità
- Angelo Nicotra in Law & Order - I due volti della giustizia
- Claudio De Davide in Arma letale 4
- Eugenio Marinelli in Colombo
- Pietro Biondi in Detective Monk
- Oliviero Dinelli in Numb3rs

Da doppiatore è sostituito da:
- Mauro Gravina in Zio Paperone alla ricerca della lampada perduta